# Batalha de Mons
A Batalha de Mons foi o primeiro grande combate da Força Expedicionária Britânica (BEF) na Primeira Guerra Mundial.
Foi uma ação subsidiária da Batalha das Fronteiras, na qual os Aliados se enfrentaram com a Alemanha nas fronteiras francesas. Em Mons, o Exército Britânico tentou manter a linha do Canal Mons-Condé contra o avanço do 1º Exército Alemão. Embora os britânicos tenham lutado bem e infligido baixas desproporcionais aos alemães numericamente superiores, eles acabaram sendo forçados a recuar devido à maior força dos alemães e à repentina retirada do Quinto Exército francês, que expôs o flanco direito britânico. Embora inicialmente planejada como uma simples retirada tática e executada em boa ordem, a retirada britânica de Mons durou duas semanas e levou o BEF aos arredores de Paris antes de contra-atacar em conjunto com os franceses, na Batalha do Marne.